# Morze Panońskie

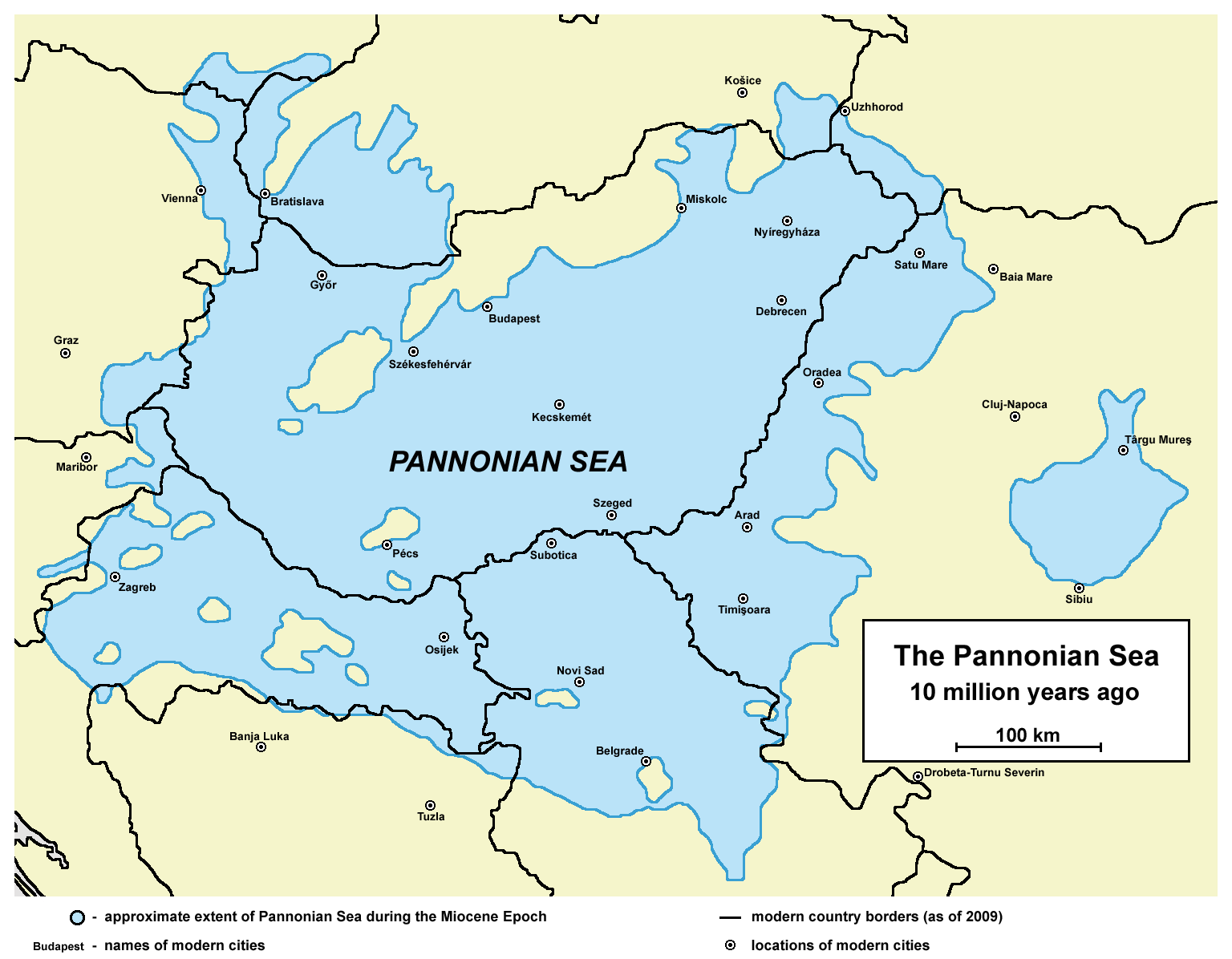
Przybliżony zasięg Morza Panońskiego w miocenie

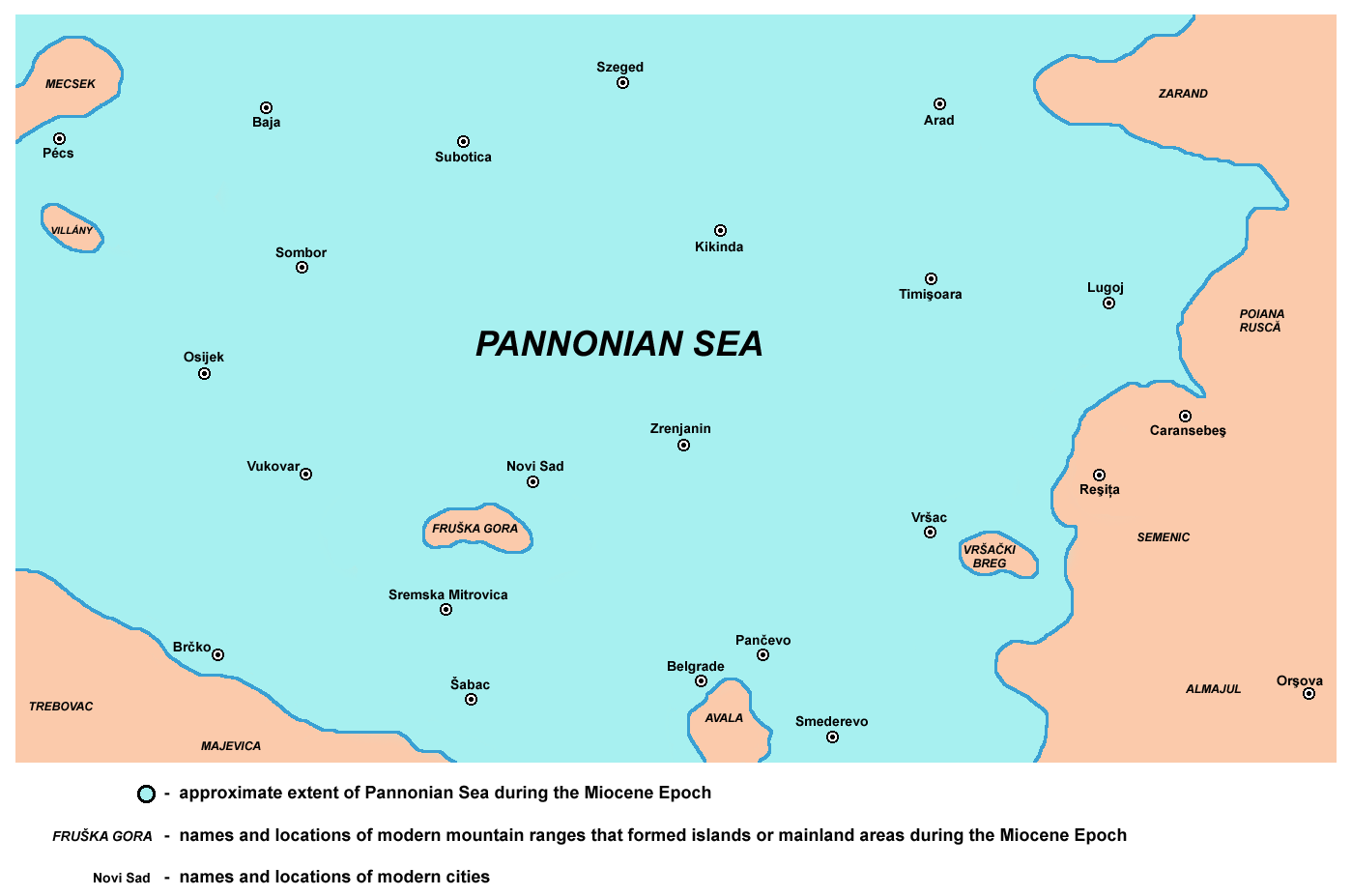
Południowo-wschodnia część Morza Panońskiego w miocenie

Morze Panońskie – historyczne morze istniejące w miocenie i w pliocenie na obszarze dzisiejszej Kotliny Panońskiej.
Morze Panońskie było częścią Paratetydy, rozciągającej się od dzisiejszych Austrii do Kirgistanu odnogi oceanu Tetydy, z którego wyodrębniło się w środkowym miocenie (około 10 mln lat temu). Było morzem zamkniętym i epikontynentalnym. Miało połączenie z ówczesnym Morzem Śródziemnym przez tereny dzisiejszej Kotliny Wiedeńskiej i Bawarii, z morzem zajmującym tereny dzisiejszej Wołoszczyzny i Pontu przez Żelazną Bramę oraz, w okresie największego zasięgu, z Morzem Egejskim przez dzisiejszą dolinę Południowej Morawy. Dzisiejsze panońskie góry wyspowe stanowiły na nim wyspy.
Morze Panońskie istniało około 9 mln lat. Uległo stopniowemu zanikowi wskutek spłycenia, wywołanego nagromadzeniem osadów i ruchami tektonicznymi. Ostatnie pozostałości Morza Panońskiego zniknęły około 0,6 mln lat temu.

## Literatura
- Dragan Rodić Geografija za I ili III razred srednje škole, Zavod za udžbenike i nastavna sredstva, Beograd 1995
- Dušan J. Popović Srbi u Vojvodini, knjiga 1, Novi Sad, 1990
- Aleksa Ivić Istorija Srba u Vojvodini, Novi Sad, 1929
- Milan Tutorov Mala Raška a u Banatu, Zrenjanin, 1991
- Milan Tutorov Banatska rapsodija - istorika Zrenjanina i Banata, Novi Sad, 2001
- Predrag Medović Praistorija na tlu Vojvodine, Novi Sad, 2001